# Овлур
Овлур, Влур или Лавор (XII век) — половец, который в 1185 году помог князю Игорю Святославичу Новгород-Северскому бежать из плена. Упоминается в летописях, является персонажем «Слова о полку Игореве». Согласно татищевским известиям, поселился на Руси и женился на дочери тысяцкого Рагуила Добрынича.

## Сообщения источников
Согласно Ипатьевской летописи, летом 1185 года, когда князь Игорь Святославич Новгород-Северский находился в половецком плену после поражения на Каяле, к нему пришёл «мужь, родом половчин, именем Лавор», предложивший вместе бежать на Русь. Сначала князь не доверял ему, но позже согласился на побег, поддавшись уговорам своих приближённых: возникла вероятность того, что ханы Кончак и Гза, вернувшись из русских земель, расправятся с пленниками. Однажды вечером князь отправил к Лавру своего конюшего с приказом перейти реку Тор (приток Северского Донца) с поводным конём. Потом он переправился сам, вместе с Лавром скрытно проехал через половецкие вежи и доскакал до обширных лесов, тянувшихся по левому берегу Северского Донца. Оттуда за 11 дней путники добрались пешими до ближайшего русского города — Донца.
В. Н. Татищев добавляет к этому рассказу ряд подробностей. По его словам, Лавор/Лавр был наполовину русичем (его мать происходила из Северской земли), а Игорю решил помочь, потому что был «оскорблён от некоторых половцев». Лавр посоветовал князю устроить пир для стражей, что облегчило побег. Приехав на Русь, он принял православие и получил в награду руку дочери тысяцкого Рагуила Добрынича, а также «многое имение», благодаря чему его сыновья стали вельможами.
В «Слове о полку Игореве» спутник князя упоминается дважды — как Овлур и Влур. Он подаёт Игорю с другого берега реки знак свистом, после чего беглецы вдвоём скачут в сторону Руси.

## Гипотезы учёных
Ряд учёных (В. А. Гордлевский, К. Менгес, Н. А. Баскаков, О. В. Творогов) видит в Овлуре и Лавре одного человека. Возможно, Овлур — половецкий вариант имени Лавр. Некоторые исследователи считают это имя тюркским либо ингушским. Так, профессор Д. Д. Мальсагов в 1959 году предположил, что Овлур принадлежал к одному из горных народов Кавказа, благодаря чему мог не бояться, что половцы отомстят его родичам за помощь Игорю. В качестве подтверждения своей версии происхождения имени «Овлур» он указал на исторический памятник архитектуры «башня Овлура» и топоним «Овлургово» в Ингушетии. Ряд исследователей назвал доводы Мальсагова убедительными и заслуживающими внимания. По другой версии, Овлур был русичем. По мнению филолога В. Г. Руделёва, он мог организовать побег Игоря с разрешения Кончака и даже мог стать автором «Слова о полку Игореве». Исследователь А. А. Гогешвили, отстаивающий идею близости «Слова» с французским героическим эпосом, видит в образе Овлура «разительное сходство» с кормщиком Ландри, который в жесте «Монашество Гильома» помогает Гильому Оранжскому бежать из сарацинского плена.
Дополнения Татищева к биографии Овлура/Лавра некоторые учёные считают выдумкой этого автора. Слова «его же ныне сынове суть» (в первой редакции «Истории Российской») и «котораго дети ныне суть вельможами в Северской земли» (во второй редакции) могут трактоваться как попытка создать иллюзию извлечения текста из источника, относящегося к началу XIII века. Впрочем, Б. А. Рыбаков полагает, что у Татищева действительно мог быть такой источник — «рукопись, содержавшая фрагменты летописи Всеволода Чермного» (этот князь правил Киевом в 1211—1214 годах).

## В искусстве
Овлур стал персонажем оперы А. П. Бородина «Князь Игорь» (1890). В одноимённой экранизации этой оперы (1969) Овлура играет Мустафа Ахунбаев. Овлуру посвящена одноимённая поэма Егора Самченко из цикла «Русский. Россия» в книге «Помогаю жить» (1987).